# Milano-Sanremo 1958
La Milano-Sanremo 1958, quarantanovesima edizione della corsa, fu disputata il 19 marzo 1958, per un percorso totale di 282 km. Fu vinta dal belga Rik Van Looy, giunto al traguardo con il tempo di 6h41'09" alla media di 42,179 km/h davanti a Miguel Poblet e André Darrigade.
I ciclisti che partirono da Milano furono 215; coloro che tagliarono il traguardo a Sanremo furono 140.

## Ordine d'arrivo (Top 10)
| Pos. | Corridore                | Squadra                  | Tempo                    |
| ---- | ------------------------ | ------------------------ | ------------------------ |
| 1    | Rik Van Looy             | Faema-Guerra             | 6h41'09"                 |
| 2    | Miguel Poblet            | Ignis-Doniselli          | s.t.                     |
| 3    | André Darrigade          | Helyett-Leroux           | s.t.                     |
| 4    | Angelo Conterno          | Carpano                  | s.t.                     |
| 5    | Giorgio Albani           | Legnano                  | s.t.                     |
| 6    | Alfred De Bruyne         | Carpano                  | s.t.                     |
| 7    | Alfons Van Den Brande    | Libertas-Dr. Mann        | s.t.                     |
| 8    | Pierino Baffi            | Chlorodont-Leo           | s.t.                     |
| 9    | Gilbert Bauvin           | Molteni                  | s.t.                     |
| 10   | 60 ciclisti s.t. ex æquo | 60 ciclisti s.t. ex æquo | 60 ciclisti s.t. ex æquo |